# Gmina Przyrów
Die Gmina Przyrów ist eine Stadt-und-Land-Gemeinde (gmina miejsko-wiejska) im Powiat Częstochowski der Woiwodschaft Schlesien in Polen. Ihr Sitz ist die gleichnamige Stadt mit etwa 1200 Einwohnern, die zum 1. Januar 2024 ihr Stadtrecht zurückerhielt.

## Gliederung
Zur Stadt-und-Land-Gemeinde Przyrów gehören folgende Ortschaften:
Aleksandrówka
Bolesławów
Julianka
Knieja
Kopaniny
Sieraków
Smyków
Stanisławów
Staropole
Sygontka
Wiercica
Wola Mokrzeska
Zalesice
Zarębice
Sieraków
Stawki
Zalesice-Leśniczówka

## Politik

### Bürgermeister
An der Spitze der Verwaltung steht der Bürgermeister. Bisher war dies Robert Tomasz Nowak, der der PSL angehört. Er kandidierte 2024 nicht erneut. Die turnusmäßige Wahl im April 2024 brachte folgendes Ergebnis:
- Anna Kowalska-Fert (Trzecia Droga) 57,8 % der Stimmen
- Karol Auguściak (Wahlkomitee Karol Auguściak) 42,2 % der Stimmen

Damit wurde Kowalska-Fert, die als PSL-Mitglied für das Wahlbündnis Trzecia Droga antrat, bereits im ersten Wahlgang zur neuen Bürgermeisterin gewählt.
Die turnusmäßige Wahl im Oktober 2018 brachte folgendes Ergebnis:
- Robert Tomasz Nowak (Polskie Stronnictwo Ludowe) 73,3 % der Stimmen
- Hubert Całek (Wahlkomitee „Bożena Miedzińska“) 26,7 % der Stimmen

Damit wurde Amtsinhaber Nowak bereits im ersten Wahlgang für eine weitere Amtszeit wiedergewählt.

### Stadtrat
Der Stadtrat von Olsztyn besteht aus 15 Mitgliedern, die in Einpersonenwahlkreisen gewählt werden. Die Wahl 2024 führte zu folgendem Ergebnis:
- Trzecia Droga (TD) 42,4 % der Stimmen, 7 Sitze
- Wahlkomitee Karol Auguściak 25,6 % der Stimmen, 3 Sitze
- Wahlkomitee „Justyna Synowiec für Zarębice“ 4,9 % der Stimmen, 1 Sitz
- Wahlkomitee Barbara Wierciochowicz 4,6 % der Stimmen, 1 Sitz
- Wahlkomitee Wiesław Stanuchiewicz 4,5 % der Stimmen, 1 Sitz
- Wahlkomitee „Koalitionspakt Lokale Verwaltung“ 4,1 % der Stimmen, 1 Sitz
- Wahlkomitee Przemysław Wawrył 3,6 % der Stimmen, 1 Sitz
- Übrige 10,3 %, kein Sitz

Die Wahl 2018 führte zu folgendem Ergebnis:
- Polskie Stronnictwo Ludowe (PSL) 45,5 % der Stimmen, 8 Sitze
- Wahlkomitee „Bożena Miedzińska“ 26,8 % der Stimmen, 2 Sitze
- Wahlkomitee Barbara Wierciochowicz 8,8 % der Stimmen, 2 Sitze
- Sojusz Lewicy Demokratycznej (SLD) / Lewica Razem (Razem) 8,0 % der Stimmen, kein Sitz
- Wahlkomitee Wiesław Stanuchiewicz 4,2 % der Stimmen, 1 Sitz
- Wahlkomitee Bartłomiej Bochenek 3,5 % der Stimmen, 1 Sitz
- Wahlkomitee „Zukunft für die Region“ 3,3 % der Stimmen, 1 Sitz

## Verkehr
In den Ortschaften Julianka und Staropole existieren Halte an der Bahnstrecke Kielce–Fosowskie.